# Hadumod Bußmann
Hadumod Bußmann (* 5. Juni 1933 in Frankfurt am Main) ist eine deutsche Sprachwissenschaftlerin.

## Leben
Nach dem Abitur 1953 an der Schillerschule in Frankfurt war Hadumod Bußmann von 1954 bis 1961 Lektoratsassistentin in der Theaterabteilung des Fischer-Verlages. Sie studierte Germanistik, Romanistik und Kunstgeschichte an den Universitäten Frankfurt am Main und München. Während ihres Studiums verbrachte Bußmann längere Zeit in London und Paris. 
Ab 1963 war sie Wissenschaftliche Mitarbeiterin am Institut für Deutsche Philologie der Universität München. 1967 wurde Hadumod Bußmann in Mediävistik mit einer Dissertation über Eilhart von Obergs Tristrant promoviert. 
Sie lehrte von 1971 bis 1997 Germanistische Sprachwissenschaft an der Universität München, wo sie seit 1990 auch Frauenbeauftragte und Sprecherin der Landeskonferenz der Hochschulfrauenbeauftragten in Bayern war.
Seit ihrer Pensionierung ist Hadumod Bußmann als freie Autorin und Publizistin in den Bereichen Wissenschaftsgeschichte von Frauen und Geschlechterdifferenz und Sprache tätig. Zudem ist sie Kuratorin der Prinzessin-Therese-von-Bayern-Stiftung, eines Programms zur Förderung von Frauen in der Wissenschaft.
Bußmann lebt in München-Schwabing.

## Ehrungen
- 2005: Preis der Peregrinus-Stiftung der Bayerischen Akademie der Wissenschaften

## Schriften
- Lexikon der Sprachwissenschaft. 1. Auflage. Kröner, Stuttgart 1983, ISBN 3-520-45201-4. – Seither zahlreiche weitere Auflagen.
- mit Renate Hof (Hrsg.): Genus. Zur Geschlechterdifferenz in den Kulturwissenschaften. Kröner, Stuttgart 1995, ISBN 3-520-49201-6.
- mit Hiltrud Häntzschel (Hrsg.): Bedrohlich gescheit. Ein Jahrhundert Frauen und Wissenschaft in Bayern. Beck, Stuttgart 1997, ISBN 3-406-41857-0.
- mit Marlis Hellinger: Gender Across Languages: The Linguistic Representation of Women and Men. 3 Bände. Benjamins, Amsterdam, Philadelphia 2001 (englisch).
- mit Renate Hof (Hrsg.): Genus. Geschlechterforschung. Gender Studies in den Kultur- und Sozialwissenschaften. Ein Handbuch. Kröner, Stuttgart 2005, ISBN 3-520-82201-6.
- Ich habe mich vor nichts im Leben gefürchtet. Die ungewöhnliche Geschichte der Prinzessin Therese von Bayern. C.H. Beck, München 2011, ISBN 978-3-406-61353-1.
- Die Prinzessin und ihr »Kavalier«. Therese von Bayern und Maximilian Freiherr von Speidel auf Brasilien-Expedition im Jahr 1888. Allitera Verlag, München 2013, ISBN 978-3-86906-185-6.
- Prinzessin Dr. h. c. Therese von Bayern. Ihr Leben zwischen München und Bodensee – zwischen Standespflichten und Selbstbestimmung. Allitera Verlag, München 2015, ISBN 978-3-86906-747-6.